# Eugenesia liberal
Eugenesia liberal o nueva eugenesia es un término que designa un estudio protocientífico sobre el uso no-coercitivo de tecnologías reproductivas y genéticas para perfeccionar a los seres humanos en sus cualidades y características biológicas.

## Uso del término
El término no implica necesariamente que sus defensores sean política o económicamente liberales en un sentido moderno. Más bien se usa para distinguir de los programas autoritarios de eugenesia llevados a cabo en la primera mitad del siglo XX basados en la pseudociencia, el racismo, el clasismo y los métodos coercitivos con el objetivo de erradicar o disminuir ciertos rasgos hereditarios. El aspecto más controvertido de estas formas negativas de eugenesia radicó en las leyes eugenésicas que permitieron a los gobiernos esterilizar a ciertos individuos considerados portadores de genes indeseables. Históricamente se ha distinguido entre eugenesia positiva (animando la reproducción de los considerados aptos genéticamente) y negativa (obstaculizando la de los no-aptos). A principios del siglo XX, se abogó por y se siguieron muchos programas que incluían la eugenesia positiva, mientras que los programas negativos impulsaron la esterilización forzada de cientos de miles de personas en varios estados al tiempo que estuvieron presentes en gran parte de la retórica nazi así como en sus programas de higiene racial y limpieza étnica.

## Objetivos
La eugenesia liberal se concibe como eminentemente positiva en el sentido de que se apoya principalmente sobre la modificación genética y no sobre los emparejamientos selectivos. Su objetivo es tanto minimizar las enfermedades congénitas como facilitar las mejoras genéticas. Se entiende que serán los padres los depositarios de tal control, optando por ejercer sus libertades reproductivas aunque es posible que la fuerte inversión necesaria por parte del estado o las empresas sanitarias pueda limitar o direccionar sus elecciones. En la actualidad se han desarrollado test genéticos tales como el diagnóstico genético preimplantacional que permiten descartar los embriones portadores de enfermedades congénitas.
Un objetivo principal de la eugenesia liberal es reducir el papel del azar en la reproducción. El bioético Joseph Fletcher sentó las bases de la eugenesia liberal en 1974 cuando describió una alternativa a la "ruleta reproductiva". Sus postulados ganaron notoriedad cuando se desarrolló la fecundación in vitro en 1978.